# وانس مارتیروسیان
وانس نوریکی مارتیروسیان (ارمنی: Վանես Մարտիրոսյան؛ انگلیسی: Vanes Norikovich Martirosyan زادهٔ ۱ مهٔ ۱۹۸۶) بوکسور حرفه‌ای ارمنی‌تبار اهل ایالات متحده آمریکا است.

## رکورد بوکس حرفه ای
| خلاصه بوکس حرفه‌ای |        |        |
| ۴۱ مبارزه         | ۳۶ بُرد | ۴ شکست |
| با ناک‌اوت         | ۲۱     | ۱      |
| با تصمیم داور     | ۱۵     | ۳      |
| تساوی‌ها           | ۱      | ۱      |

| No. | نتیجه      | رکورد  | حریف                                   | نوع        | راند، زمان   | تاریخ           | مکان                                                               | توضیحات |
| --- | ---------- | ------ | -------------------------------------- | ---------- | ------------ | --------------- | ------------------------------------------------------------------ | --- |
| ۴۱  | باخت       | ۳۶–۴–۱ | گنادی گلوکین                           | ناک‌اوت     | 2 (12), ۱:۵۳ | ۵ مه ۲۰۱۸       | ورزشگاه استاب هاب سنتر، کارسون، کالیفرنیا، ایالات متحده آمریکا     | For WBA (Super)، فهرست قهرمانان بوکس جهان، و IBO middleweight titles                                        |
| ۴۰  | باخت       | ۳۶–۳–۱ | Erislandy Lara                         | UD         | ۱۲           | ۲۱ مه ۲۰۱۶      | کازموپالیتن لاس وگاس، پارادایس، نوادا، ایالات متحده آمریکا         | For WBA and IBO light middleweight titles                                                                   |
| ۳۹  | برد        | ۳۶–۲–۱ | Ishe Smith                             | MD         | ۱۰           | ۱۲ سپتامبر ۲۰۱۵ | ام‌جی‌ام گرند گاردن آرنا، پارادایس، نوادا، ایالات متحده آمریکا       | |
| ۳۸  | باخت       | ۳۵–۲–۱ | Jermell Charlo                         | UD         | ۱۰           | ۲۸ مارس ۲۰۱۵    | Pearl Concert Theater، پارادایس، نوادا، ایالات متحده آمریکا        | |
| ۳۷  | برد        | ۳۵–۱–۱ | Willie Nelson                          | UD         | ۱۰           | ۴ اکتبر ۲۰۱۴    | Foxwoods Resort Casino, Ledyard, Connecticut، ایالات متحده آمریکا  | Retained WBO Inter-Continental light middleweight title                                                     |
| ۳۶  | برد        | ۳۴–۱–۱ | Mario Alberto Lozano                   | UD         | ۱۰           | ۲۱ مارس ۲۰۱۴    | Morongo Casino Resort & Spa، کبزون، کالیفرنیا، ایالات متحده آمریکا | Won vacant WBO Inter-Continental light middleweight title                                                   |
| ۳۵  | باخت       | ۳۳–۱–۱ | Demetrius Andrade                      | SD         | ۱۲           | ۹ نوامبر ۲۰۱۳   | American Bank Center، کورپس کریستی، تگزاس، ایالات متحده آمریکا     | For vacant WBO light middleweight title                                                                     |
| ۳۴  | برد        | ۳۳–۰–۱ | Ryan Davis                             | ناک‌اوت فنی | 2 (10), ۲:۰۱ | ۱۵ ژوئن ۲۰۱۳    | امریکن ایرلاینز سنتر، دالاس، تگزاس، ایالات متحده آمریکا            | |
| ۳۳  | مساویتساوی | ۳۲–۰–۱ | Erislandy Lara                         | TD         | 9 (12), ۰:۲۶ | ۱۰ نوامبر ۲۰۱۲  | Wynn Las Vegas، پارادایس، نوادا، ایالات متحده آمریکا               | Split TD after Martirosyan was cut from an accidental head clash                                            |
| ۳۲  | برد        | ۳۲–۰   | Troy Lowry                             | ناک‌اوت فنی | 3 (10), ۲:۵۳ | ۴ فوریه ۲۰۱۲    | آلامودوم، سن آنتونیو، تگزاس، ایالات متحده آمریکا                   | Retained WBC Silver light middleweight title                                                                |
| ۳۱  | برد        | ۳۱–۰   | Richard Gutierrez                      | UD         | ۱۰           | ۲۹ اکتبر ۲۰۱۱   | WinStar World Casino، تهاکرویل، اکلاهما، ایالات متحده آمریکا       | |
| ۳۰  | برد        | ۳۰–۰   | Saúl Román                             | ناک‌اوت فنی | 7 (12), ۲:۵۸ | ۴ ژوئن ۲۰۱۱     | Staples Center، لس آنجلس، کالیفرنیا، ایالات متحده آمریکا           | Won vacant شورای جهانی بوکس light middleweight title                                                        |
| ۲۹  | برد        | ۲۹–۰   | Bladimir Hernandez                     | ناک‌اوت     | 2 (8), ۰:۵۷  | ۱۹ مارس ۲۰۱۱    | Bell Centre، مونترآل، کانادا                                       | |
| ۲۸  | برد        | ۲۸–۰   | Joe Greene                             | UD         | ۱۰           | ۵ ژوئن ۲۰۱۰     | ورزشگاه یانکی، نیویورک، ایالات متحده آمریکا                        | Retained NABF and WBO–NABO light middleweight titles; Won vacant WBA International light middleweight title |
| ۲۷  | برد        | ۲۷–۰   | Kassim Ouma                            | UD         | ۱۰           | ۱۶ ژانویه ۲۰۱۰  | The Joint، پارادایس، نوادا، ایالات متحده آمریکا                    | Retained NABF and WBO–NABO light middleweight titles                                                        |
| ۲۶  | برد        | ۲۶–۰   | Willie Lee                             | ناک‌اوت فنی | 3 (10), ۲:۱۳ | ۱۹ دسامبر ۲۰۰۹  | Beeghly Center, یانگزتاون، اوهایو، ایالات متحده آمریکا             | Won NABF and vacant سازمان جهانی بوکس–NABO light middleweight titles                                        |
| ۲۵  | برد        | ۲۵–۰   | Andrey Tsurkan                         | RTD        | 6 (10), ۳:۰۰ | ۲۷ ژوئن ۲۰۰۹    | Boardwalk Hall، آتلانتیک سیتی، نیوجرسی، ایالات متحده آمریکا        | |
| ۲۴  | برد        | ۲۴–۰   | الگو:Country data Dom Harrison Cuello  | ناک‌اوت فنی | 1 (8), ۲:۱۳  | ۱۶ مه ۲۰۰۹      | Star of the Desert Arena، پریم، نوادا، ایالات متحده آمریکا         | |
| ۲۳  | برد        | ۲۳–۰   | Billy Lyell                            | UD         | ۸            | ۷ فوریه ۲۰۰۹    | هاندا سنتر، آناهایم، کالیفرنیا، ایالات متحده آمریکا                | |
| ۲۲  | برد        | ۲۲–۰   | Charles Howe                           | ناک‌اوت فنی | 1 (10), ۱:۲۰ | ۱ نوامبر ۲۰۰۸   | مرکز مندلی بی، پارادایس، نوادا، ایالات متحده آمریکا                | |
| ۲۱  | برد        | ۲۱–۰   | Michael Medina                         | UD         | ۱۰           | ۱۹ سپتامبر ۲۰۰۸ | Star of the Desert Arena، پریم، نوادا، ایالات متحده آمریکا         | |
| ۲۰  | برد        | ۲۰–۰   | Ángel Hernández                        | UD         | ۱۰           | ۲۶ ژوئن ۲۰۰۸    | The Orleans، پارادایس، نوادا، ایالات متحده آمریکا                  | |
| ۱۹  | برد        | ۱۹–۰   | Michi Munoz                            | ناک‌اوت فنی | 3 (10), ۲:۲۰ | ۷ فوریه ۲۰۰۸    | The Joint، پارادایس، نوادا، ایالات متحده آمریکا                    | |
| ۱۸  | برد        | ۱۸–۰   | Clarence Taylor                        | UD         | ۶            | ۴ ژانویه ۲۰۰۸   | Alameda Swap Meet، لس آنجلس، کالیفرنیا، ایالات متحده آمریکا        | |
| ۱۷  | برد        | ۱۷–۰   | Dan Wallace                            | ناک‌اوت فنی | 1 (6), ۱:۳۴  | ۲۰ دسامبر ۲۰۰۷  | The Joint، پارادایس، نوادا، ایالات متحده آمریکا                    | |
| ۱۶  | برد        | ۱۶–۰   | Patrick Thompson                       | UD         | ۶            | ۴ اکتبر ۲۰۰۷    | The Joint، پارادایس، نوادا، ایالات متحده آمریکا                    | |
| ۱۵  | برد        | ۱۵–۰   | الگو:Country data Dom Alexis Division  | RTD        | 3 (8), ۰:۱۰  | ۳۰ اوت ۲۰۰۷     | Grand Plaza Hotel، هیوستون، تگزاس، ایالات متحده آمریکا             | |
| ۱۴  | برد        | ۱۴–۰   | الگو:Country data Dom Alberto Mercedes | ناک‌اوت فنی | 7 (8), ۱:۱۷  | ۲۹ ژوئن ۲۰۰۷    | Cliff Castle Casino Hotel, کمپ وردی، آریزونا، ایالات متحده آمریکا  | |
| ۱۳  | برد        | ۱۳–۰   | Nelson Estupinan                       | ناک‌اوت فنی | 2 (8), ۲:۵۹  | ۲۷ آوریل ۲۰۰۷   | Grand Plaza Hotel، هیوستون، تگزاس، ایالات متحده آمریکا             | |
| ۱۲  | برد        | ۱۲–۰   | Taronze Washington                     | ناک‌اوت فنی | 2 (8), ۲:۲۲  | ۲۷ ژانویه ۲۰۰۷  | هاندا سنتر، آناهایم، کالیفرنیا، ایالات متحده آمریکا                | |
| ۱۱  | برد        | ۱۱–۰   | Edgar Reyes                            | RTD        | 4 (6), ۳:۰۰  | ۱۸ نوامبر ۲۰۰۶  | تامس اند مارک سنتر، پارادایس، نوادا، ایالات متحده آمریکا           | |
| ۱۰  | برد        | ۱۰–۰   | Marcus Brooks                          | UD         | ۶            | ۱۲ اوت ۲۰۰۶     | تامس اند مارک سنتر، پارادایس، نوادا، ایالات متحده آمریکا           | |
| ۹   | برد        | ۹–۰    | Oscar Gonzalez                         | ناک‌اوت فنی | 1 (6), ۲:۱۴  | ۳ ژوئن ۲۰۰۶     | تامس اند مارک سنتر، پارادایس، نوادا، ایالات متحده آمریکا           | |
| ۸   | برد        | ۸–۰    | Tefo Seetso                            | ناک‌اوت     | 3 (6), ۰:۵۵  | ۸ آوریل ۲۰۰۶    | تامس اند مارک سنتر، پارادایس، نوادا، ایالات متحده آمریکا           | |
| ۷   | برد        | ۷–۰    | Juan Pablo Montes de Oca               | ناک‌اوت فنی | 3 (6), ۱:۲۱  | ۱۸ فوریه ۲۰۰۶   | هتل و کازینوی پلانت هالیوود، پارادایس، نوادا، ایالات متحده آمریکا  | |
| ۶   | برد        | ۶–۰    | Abdias Castillo                        | ناک‌اوت فنی | 5 (6), ۱:۴۵  | ۱۲ نوامبر ۲۰۰۵  | وین لاس وگاس، پارادایس، نوادا، ایالات متحده آمریکا                 | |
| ۵   | برد        | ۵–۰    | Tony Morales                           | ناک‌اوت فنی | 1 (6), ۲:۳۷  | ۸ اکتبر ۲۰۰۵    | مرکز توماس و مک، پارادایس، نوادا، ایالات متحده آمریکا              | |
| ۴   | برد        | ۴–۰    | Gerardo Cesar Prieto                   | UD         | ۶            | ۱۰ سپتامبر ۲۰۰۵ | Staples Center, لس آنجلس، کالیفرنیا، ایالات متحده آمریکا           | |
| ۳   | برد        | ۳–۰    | Fernando Vela                          | UD         | ۴            | ۲۶ اوت ۲۰۰۵     | D&I Colonial Ballroom، هیوستون، تگزاس، ایالات متحده آمریکا         | |
| ۲   | برد        | ۲–۰    | Jovanni Rubio                          | ناک‌اوت فنی | 1 (4), ۲:۵۵  | ۲۸ مه ۲۰۰۵      | استیپلز سنتر، لس آنجلس، کالیفرنیا، ایالات متحده آمریکا             | |
| ۱   | برد        | ۱–۰    | Jesse Orta                             | UD         | ۴            | ۸ آوریل ۲۰۰۵    | Fort McDowell Casino, فانتین هیلز، آریزونا، ایالات متحده آمریکا    | Professional debut                                                                                          |